# 聖若翰洗者主教座堂 (特爾納瓦)
聖若翰洗者主教座堂是位於斯洛伐克西部城市特爾納瓦的一座教堂，也是該城最著名的古蹟之一。教堂也是斯洛伐克第一座純粹的巴洛克式建築。2003年9月11日，教宗若望保祿二世曾參觀教堂。這座教堂是天主教特爾納瓦總教區的主教座堂。